# Scott Brown (labdarúgó)
Scott Brown (Dunfermline, 1985. június 25. –) válogatott skót labdarúgó, az Aberdeen játékosa.

## Pályafutása

### Klubcsapatokban
Pályafutását a Hibernian akadémiáján kezdte 1999-ben, innen került fel 2002-ben a felnőtt keretbe, ahol 5 éven keresztül szerepelt.
2007 júliusában a Celtic csapatához szerződött.
2021. március 25-én jelentették be, hogy július 1-jén csatlakozik az Aberdeen csapatához két évre játékos-edzői feladatkörben.

### A válogatottban
Brown 2005 november 12-én debütált a skót válogatottban egy hazai barátságos találkozón az Egyesült Államok ellen. A mérkőzésen csereként kapott lehetőséget és 16 percet töltött a pályán, a meccs eredménye pedig 1-1 lett. A skót válogatott szineiben 55 alkalommal lépett pályára, egészen 2017-ig, amikor lemondta a válogatottságot, ezidő alatt 4 gólt szerzett a nemzeti együttes színeiben.

## Sikerei, díjai

### A Hiberniannel
- skót ligakupa győztes (1 alkalommal): 2006-07[7]

### A Celtickel
- skót bajnok (10 alkalommal): 2007-08, 2011-12, 2012-13, 2013-14, 2014-15, 2015-16, 2016-17, 2017-18, 2018-19, 2019-20[7]
- skót kupagyőztes (6 alkalommal): 2010-11, 2012-13, 2016-17, 2017-18, 2018-19, 2019-20[7]
- skót ligakupa győztes (6 alkalommal): 2008-09, 2014-15, 2016-17, 2017-18,  2018-19, 2019-20[7]